# Bernard Kasanda
Bernard Emmanuel Kasanda Mulenga (ur. 25 grudnia 1954 w Mbujimayi) – kongijski duchowny rzymskokatolicki, od 2009 biskup Mbujimayi.